# Moritz Klengel
Moritz Gotthold Klengel (Stolpen (Sächsische Schweiz-Osterzgebirge), 4 de maig, 1793 - Leipzig, 14 de setembre, 1870), fou un violinista alemany.
Fill de l'organista i cantor de la ciutat Johann Gottlieb Klengel (1761-1848), representant d'una extensa dinastia musical: els seus nets eren Paul, Julius Klengel i Julius Röntgen, el seu germà August Gottlieb Klengel (1787-1860) era un cantant d'òpera, el seu cosí també era un famós músic August Alexander Klengel.
Va estudiar a Dresden, des d'on el 1809 va anar a peu a Leipzig per fer una audició per l'Orquestra del Gewandhaus de Leipzig. En aquesta ciutat va continuar la seva formació musical sota la direcció d'Heinrich August Mattei. El 1814 va ser acceptat a l'orquestra de manera permanent i hi va tocar fins al 1868; Durant molt de temps va ser assistent de concertista (amb Mattei), i des de 1850 va ser concertino de segon violins. Va ensenyar al Conservatori de Leipzig.
El 1818-1834. Va ser membre de la lògia maçònica "Baldwin at the Linden", que avui encara existex, i el 1829-1832. el seu director musical.